# Ляпина, Светлана Евгеньевна
Светлана Евгеньевна Ляпина (род. 14 января 1967 года, СССР) — советская фигуристка, выступавшая в танцах на льду. Мастер спорта СССР международного класса, двукратный призёр чемпионатов мира среди юниоров, обладатель Кубка СССР по фигурному катанию 1989 года (в партнёрстве с Георгием Суром). По окончании спортивной карьеры работает тренером по танцам на льду.

## Биография

### Спортивная карьера
Пару Светлана Ляпина — Георгий Сур тренировали Светлана Алексеева и Татьяна Тарасова. В 1982 и 1983 году фигуристы заняли призовые места на Всесоюзном турнире «Олимпийские надежды», а в 1983 годы были четвёртыми на Юниорском чемпионате СССР. В следующие два года успешно участвовали в Юниорском чемпионате мира, выиграв третье место в 1983 году в Саппоро и второе место в 1984 году в  Колорадо-Спрингс. На чемпионате СССР в 1986 и 1988 году на пьедестал почёта пара не попала, оба раза поднявшись только до пятого места. Лучшими результатами за это время у пары были вторые места на соревнованиях Nebelhorn Trophy в 1986 году, NHK Trophy в 1987 году и Skate America в 1988 году. На высшую ступеньку пьедестала паре удалось подняться в 1989 году на Кубке СССР.
После завоевания кубка из-за высокой конкуренции в национальной команде пара перешла в профессиональное фигурное катание. Во время поездки в Америку в 1990 году Сур остался в США, а Ляпина вернулась в СССР, и пара распалась.

### Тренерская карьера
В 1989 году Ляпина окончила ГЦОЛИФК. Во время гастролей она познакомилась с Франциско Гурейро, за которого вышла замуж. Семья уехала в Австралию. Здесь Ляпина работала тренером, под её руководством пара Порша Ригби — Фрэнсис Ригби (англ. Francis Rigby) дважды, в 2000 и 2001 году становилась национальными чемпионами. Также по её примеру спортивными танцами на льду стал заниматься сын, Джонатан Гурейро, призёр чемпионатов мира среди юниоров, который впоследствии помогал ей в тренерской работе. Вернувшись в 2005 году в Москву, получила место тренера в СДЮШОР №85 «Синяя птица» в группе танцев на льду Светланы Алексеевой. С 2009 года начала самостоятельную работу, перейдя в ДЮСШ №2 «Медведково».
Среди учеников Светланы Ляпиной — Дарья Морозова и Михаил Жирнов, Юлия Долгих и Александр Прачанов, Анастасия Воронкова и Никита Трушков, Анастасия Ортикова и Игорь Сапожников и многие другие.

## Спортивные достижения

### С Георгием Суром
| Соревнования/Сезон                                 | 1981—1982 | 1982—1983 | 1983—1984 | 1984—1985 | 1985—1986 | 1986—1987 | 1987—1988 | 1988—1989 |
| -------------------------------------------------- | --------- | --------- | --------- | --------- | --------- | --------- | --------- | --------- |
| Всесоюзный турнир «Олимпийские надежды»            | 3         | 2         |           |           |           |           |           |           |
| Первенство СССР среди юниоров по фигурному катанию |           | 4         |           |           |           |           |           |           |
| Чемпионат мира среди юниоров                       |           |           | 3         | 2         |           |           |           |           |
| Чемпионат СССР                                     |           |           |           |           | 5         |           | 5         |           |
| Спартакиада народов СССР                           |           |           |           |           | 2         |           |           |           |
| Турнир на призы газеты «Московские новости»        |           |           |           |           | 8         |           |           |           |
| Nebelhorn Trophy                                   |           |           |           |           |           | 2         |           |           |
| Зимняя Универсиада                                 |           |           |           |           |           | 3         |           | 1         |
| NHK Trophy                                         |           |           |           |           |           |           | 2         |           |
| Skate America                                      |           |           |           |           |           |           |           | 2         |
| Кубок СССР                                         |           |           |           |           |           |           |           | 1         |
| Источник — fskate.ru.                              |           |           |           |           |           |           |           |           |